# McDonnell Douglas F/A-18 Hornet
O McDonnell Douglas F/A-18 Hornet é um caça a jato multifunção bimotor, supersônico, feito para todas as condições meteorológicas (all weather) e com capacidade de operações em porta-aviões. Inicialmente desenvolvido pela McDonnell Douglas, o F/A-18 Hornet é atualmente produzido pela Boeing. O F/A/-18 Hornet é um derivado do YF-17 dos anos 70 utilizado pela Marinha dos Estados Unidos e pelo Corpo de Fuzileiros Navais dos Estados Unidos. O Hornet também é usado pelas Forças Aéreas de várias nações e, desde 1986, pelo Esquadrão de Demonstração de Voo da Marinha Americana, os Blue Angels. 
O F/A-18 tem uma velocidade máxima de Mach 1,8 ou 1 915 km/h 12 200 metros de altitude) pode carregar uma vasta variedade de bombas e mísseis, como ar-ar e ar-terra, incluindo um canhão 20mm M61 Vulcan. É alimentado por dois motores General Electric F404 turbofan, o que dá a aeronave uma alta taxa empuxo-peso. O F/A-18 tem excelentes características aerodinâmicas, atribuídas a suas extensões de ponta de asa.
As principais funções do F/A-18 são escolta, defesa aérea de frota, supressão das defesas aéreas do inimigo, interdição aérea, suporte aéreo aproximado e reconhecimento aéreo. Sua versatilidade e confiabilidade provaram que o caça é um avião baseado em porta-aviões valioso, embora tenha sido criticado pela falta de alcance e carga útil comparado aos seus companheiros anteriores, como o Grumman F-14 Tomcat nas funções de caça e caça de ataque e o Grumman A-6 Intruder e LTV A-7 Corsair II nas funções de ataque.
O Hornet entrou em combate primeiramente durante os bombardeios da Líbia pelos Estados Unidos em 1986 e subsequentemente participou da Guerra do Golfo de 1991 e da Guerra do Iraque de 2003. O F/A-18 Hornet serviu de base para o Boeing F/A-18E/F Super Hornet, sua versão evoluída. 

## Desenvolvimento

### Origem

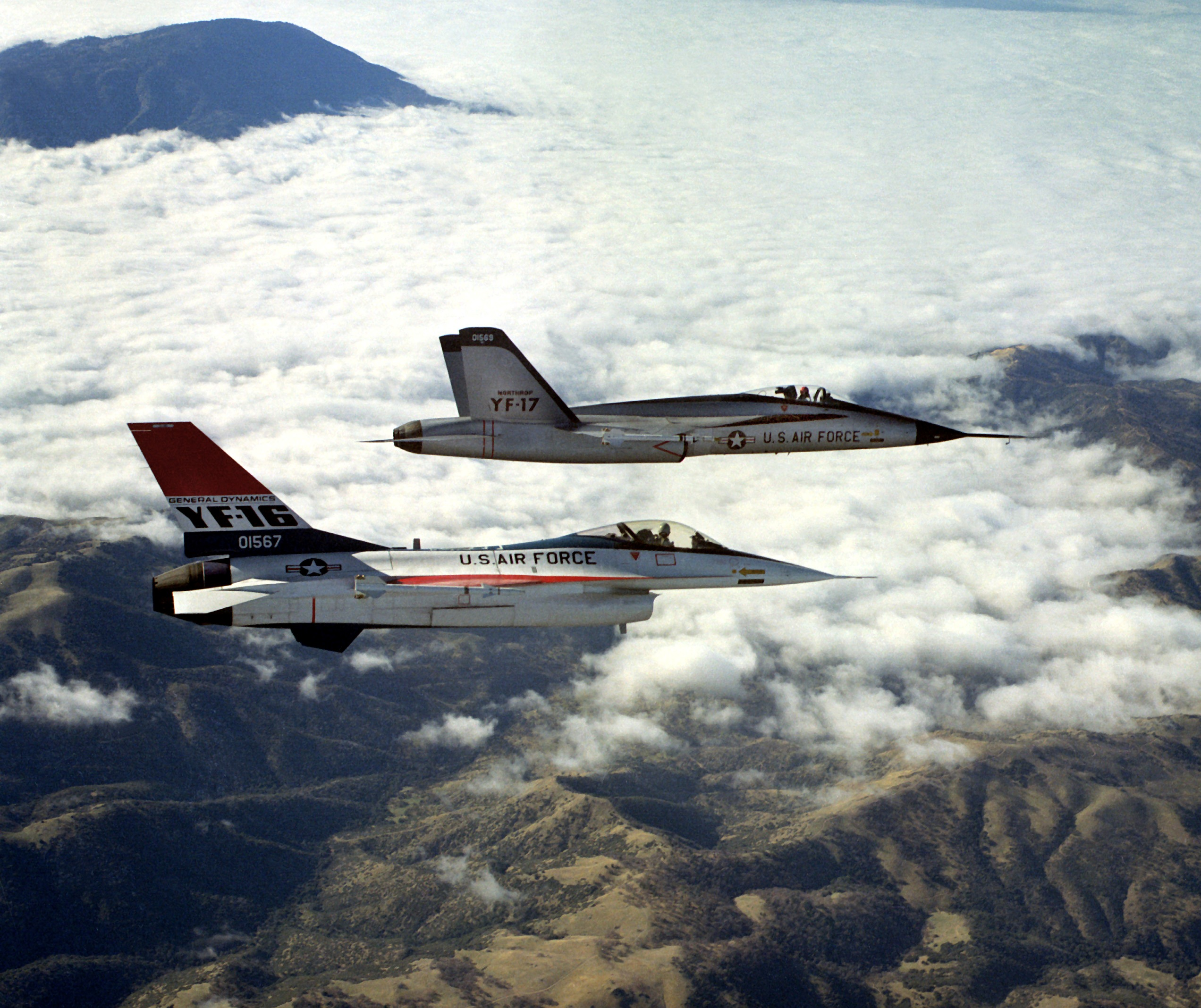
Protótipos YF-16 e YF-17 sendo testados pela Força Aérea Americana

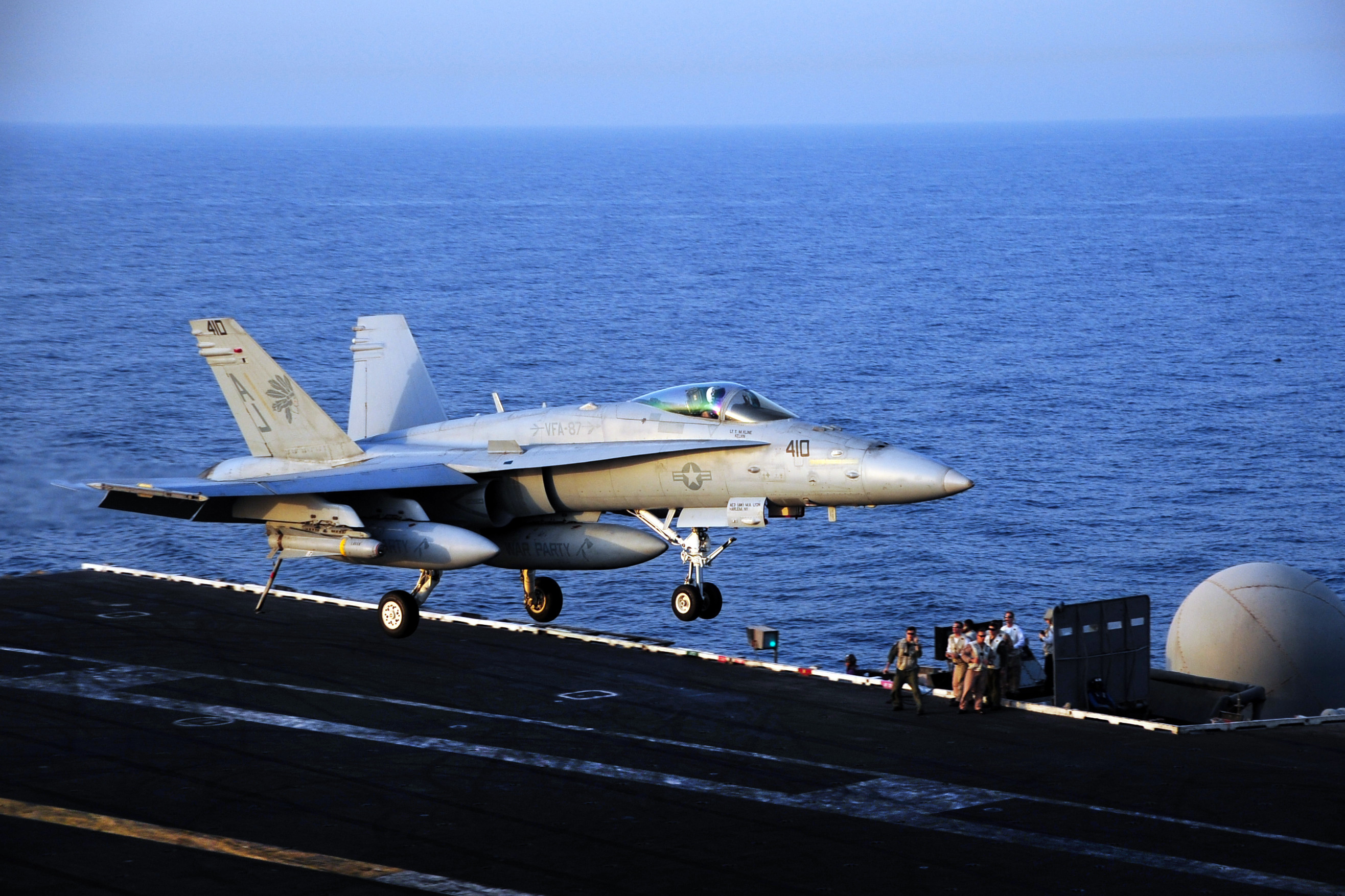
Um F-18C abordo do USS George H.W. Bush (CVN 77), da marinha dos Estados Unidos.

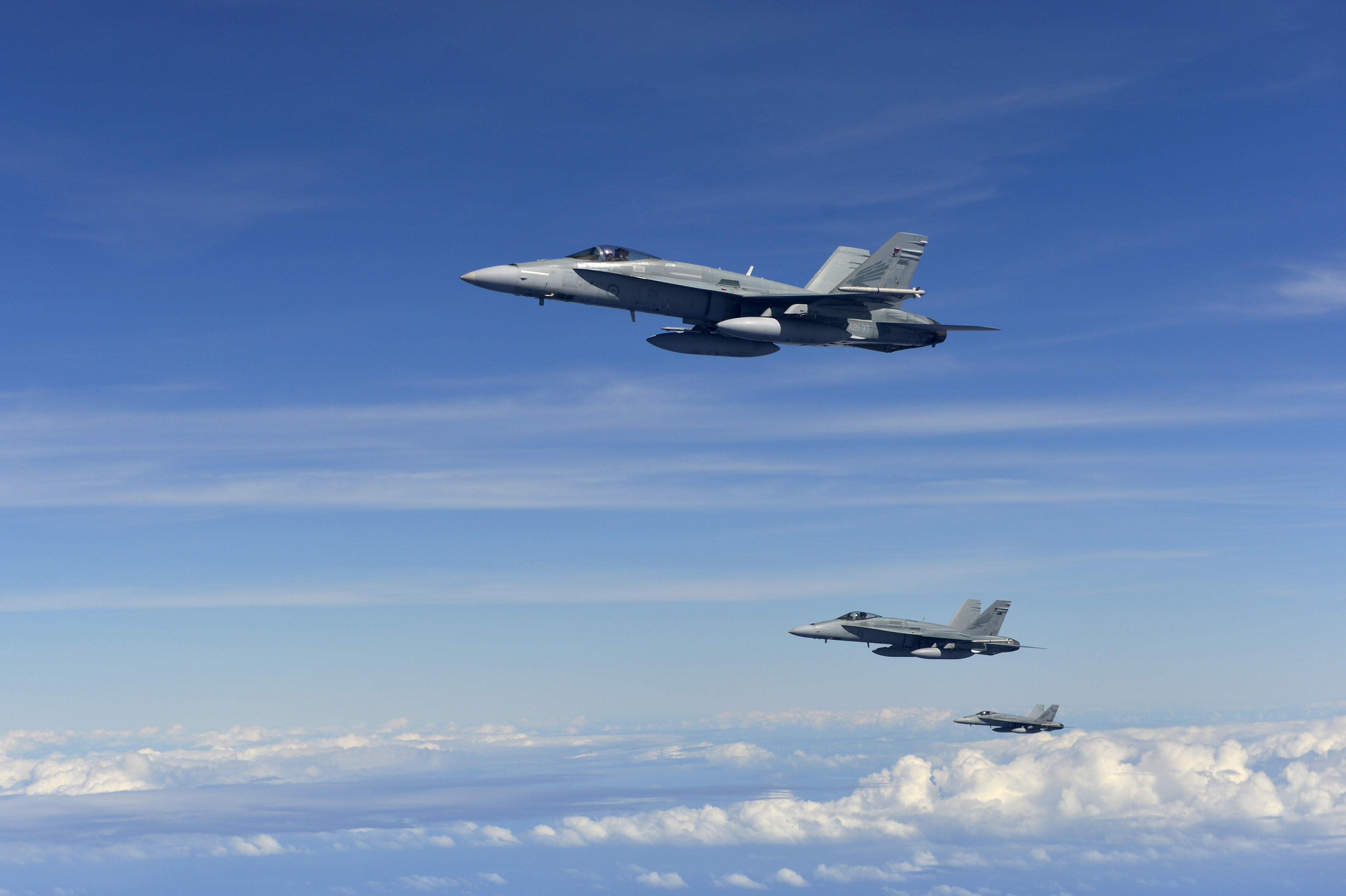
Uma esquadrilha de três FA-18 australianos.

A US Navy (Marinha dos Estados Unidos) começou o programa Naval-Fighter Attack, Experimental (VFAX) para conseguir uma aeronave multipropósito para trocar o A-4 Skyhawk, o A-7 Corsair e os restantes F-4 Phantom, além de complementar o F-14 Tomcat. O Vice-Almirante Kent Lee, então chefe do Naval Air Systems Command (NAVAIR), era o o principal defensor do programa VFAX contra forte oposição de vários oficiais da Marinha, incluindo o Vice-Almirante William D. Houser, deputado-chefe das operações navais na guerra aérea – o aviador naval de mais alto na hierarquia militar.

Em Agosto de 1973, o Congresso emitiu um mandato para que a Marinha procurasse uma alternativa mais barata do F-14, a Grumman propôs um F-14 despojado designado F-14X, enquanto a McDonnell Douglas propôs uma variante naval do F-15, mas ambos eram tão caros quanto o F-14. Naquele verão, o Secretário da Defesa James R. Schlesinger ordenou que a Marinha avaliasse os competidores do programa Lightweight Fighter (LWF), o General Dynamics F-16 e o Northrop YF-17. A competição da Força Aérea Americana especificou um caça diurno sem capacidades de ataque. Em maio de 1974, o Comitê de Serviços Armados da Câmara redirecionou US$ 34 milhões do programa VFAX para um novo programa, o Navy Air Combat Fighter (NACF), que pretendia fazer o máximo de uso de tecnologia para o programa LWF.

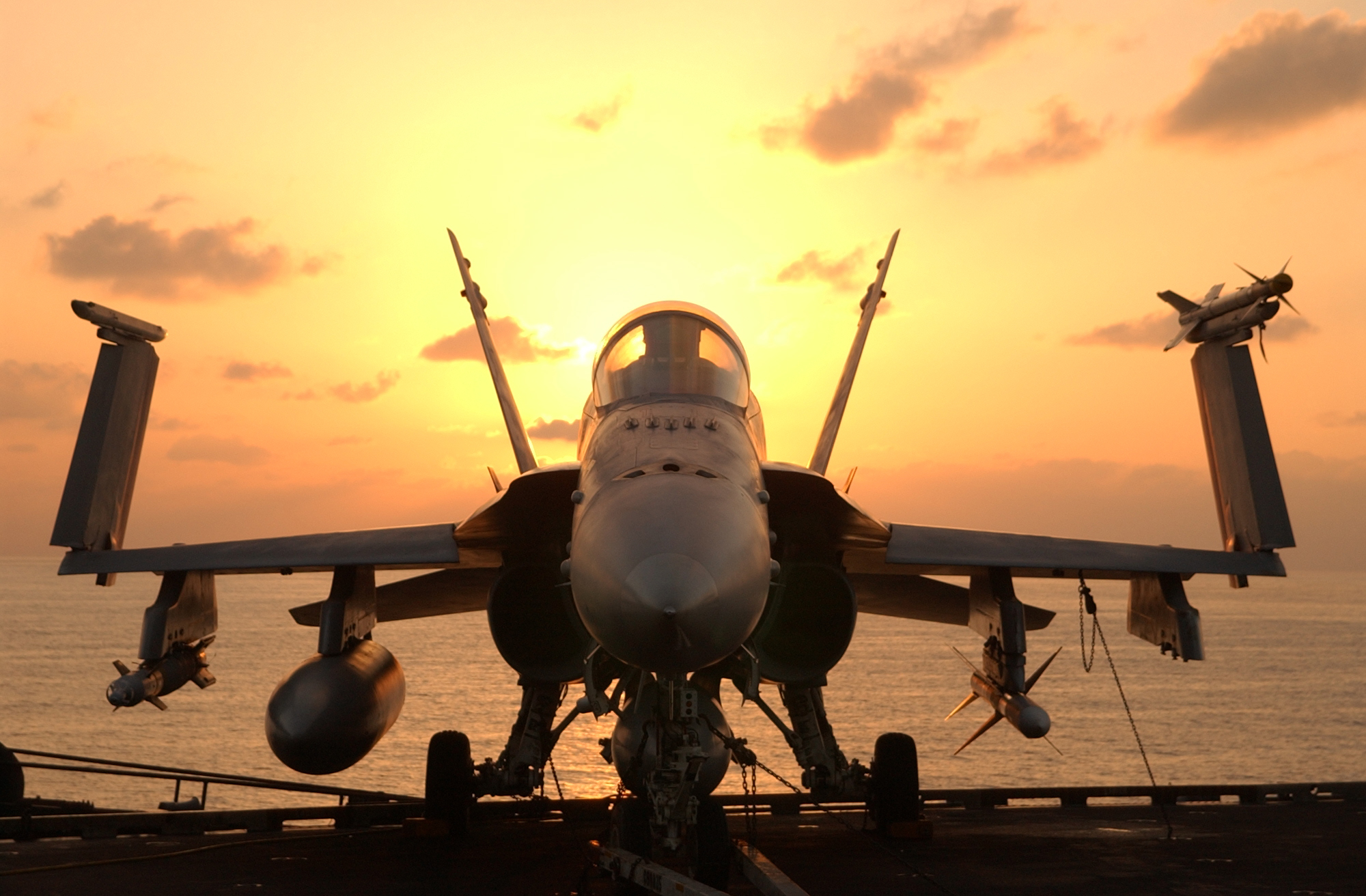
Um F/A-18 Hornet aguarda a próxima missão de combate a bordo do USS John C. Stennis, durante a Operação Enduring Freedom.

### Reprojetando o YF-17
Apesar do F-16 ter vencido o programa LWF, a US Navy era cética com uma aeronave monomotor com o trem de pouso estreito podia ser economicamente viável ou facilmente adaptável para operações em porta-aviões, recusando a adotar uma possível variante naval do F-16. Em 2 de maio de 1975, a US Navy anunciou a seleção do YF-17. Como o LWF não compartilhava nenhum requerimento do VFAX, a US Navy pediu que a McDonnell-Douglas e a Northrop para desenvolver uma nova aeronave, baseada no desenho do YF-17. Em 1º de março de 1977, o secretário da marinha, W. Graham Claytor, anunciou a designação F-18 e seu nome: Hornet (Vespa).
A Northrop fechou uma parceria com a McDonnell-Douglas como segundo contratado no projeto para capitalizar na experiência da McDonnell-Douglas em produção de aeronaves embarcadas. No F-18, as duas firmas concordaram em dividir a construção dos componentes, com a McDonnell-Douglas responsável pela montagem final das aeronaves. A McDonnell-Douglas construiria as asas, estabilizadores horizontais e a fuselagem frontal, com a Northrop construindo as seções centrais e traseiras da fuselagem e os estabilizadores verticais. A McDonnell-Douglas seria responsável pela venda da versão naval para a US Navy, enquanto a Northrop desenvolveria e venderia o F-18L, uma versão terrestre do F-18, para exportação.
O F-18, inicialmente designado como McDonnell-Douglas Model 267, era uma variante drasticamente modificada do YF-17. Para operações em porta-aviões, o trem de pouso e gancho de parada foram reforçados; asas dobráveis e provisão para lançamento via catapulta foram instalados e o trem de pouso foi alargado.

## Características
Podendo levar uma enorme variedade de armas, o F-18 logo se tornou o principal vetor da US Navy enquanto os F-14 garantem a interceptação de longo alcance, o Hornet dispõe da versatilidade de interceptações de curto alcance, defesa, ataque marítimo-terrestre e reconhecimento. Sua excelente manobrabilidade conferiu ao F/A 18 a fama de um dos melhores caças de combates a curta distância (ver: dogfight).
Seus principais armamentos são o míssil de médio alcance ar-ar AIM-120 AMRAAM do tipo lançar e esquecer (fire-forget), o míssil de curto alcance orientado por sensores térmicos AIM-9 Sidewinder, o míssil ar-terra AGM-65 Maverick usado principalmente contra veículos de solo blindados e seu preciso (posicionado logo acima do seu nariz) canhão vulcan de 20 mm.

## Funções de um super-caça
Atualmente, para ser eleito um caça de superioridade aérea/tecnológica, não basta apenas ter grande manobrabilidade e outros dotes de combate a curta distância, mas sim ser um caça multi-tarefas, capaz de agir e dar suporte à grande gama de requerimentos que o ambiente imprevisível de um conflito traz.
Entre outras funções do Super-Hornet estão:
- Ataques diurnos/noturnos com armamentos de alta precisão
- Sistema de guerra eletrônica
- Escolta armada
- Suporte aéreo de curto alcance
- Opressão à defesa aérea inimiga
- Ataque Marítimo
- Reconhecimento
- Liderança do controle aéreo
- Avião de reabastecimento
- Controle aéreo

## Flexibilidade
A versatilidade do Super-Hornet se aplica também aos seus armamentos e carga útil:
- 11 cabides (estações de suporte para armamento/equipamento)
- Suporte para armamento inteligente, incluindo bombas de orientação à laser
- Pode carregar uma gama de armamentos, tanto ar-ar quanto ar-superfície

## Potência e características de voo
O Super Hornet é equipado com dois motores GE F414-GE-400
- Motores com circunferência variável que diminuem a assinatura no radar e promovem maior controle de ar/pressão na turbina
- 9 080 kg de empuxo por motor

## Equipamentos e tecnologia
O F/A-18 possui variáveis mais atuais com grande acréscimo tanto de performance como máquina quanto como computador, seus sistemas de mira incluem o avançado Joint-helmet mounted cueing system (JHMCS), um sistema de mira a partir do visor do piloto, onde é necessário apenas o posicionamento da cabeça do piloto na direção do alvo, para que as bombas inteligentes detectem e mirem no alvo. Radar com varredura eletrônica ativa, ou Active electronically scanned array (AESA) entre outros grandes, versáteis e compatíveis sistemas de controle e mira.

## Operações

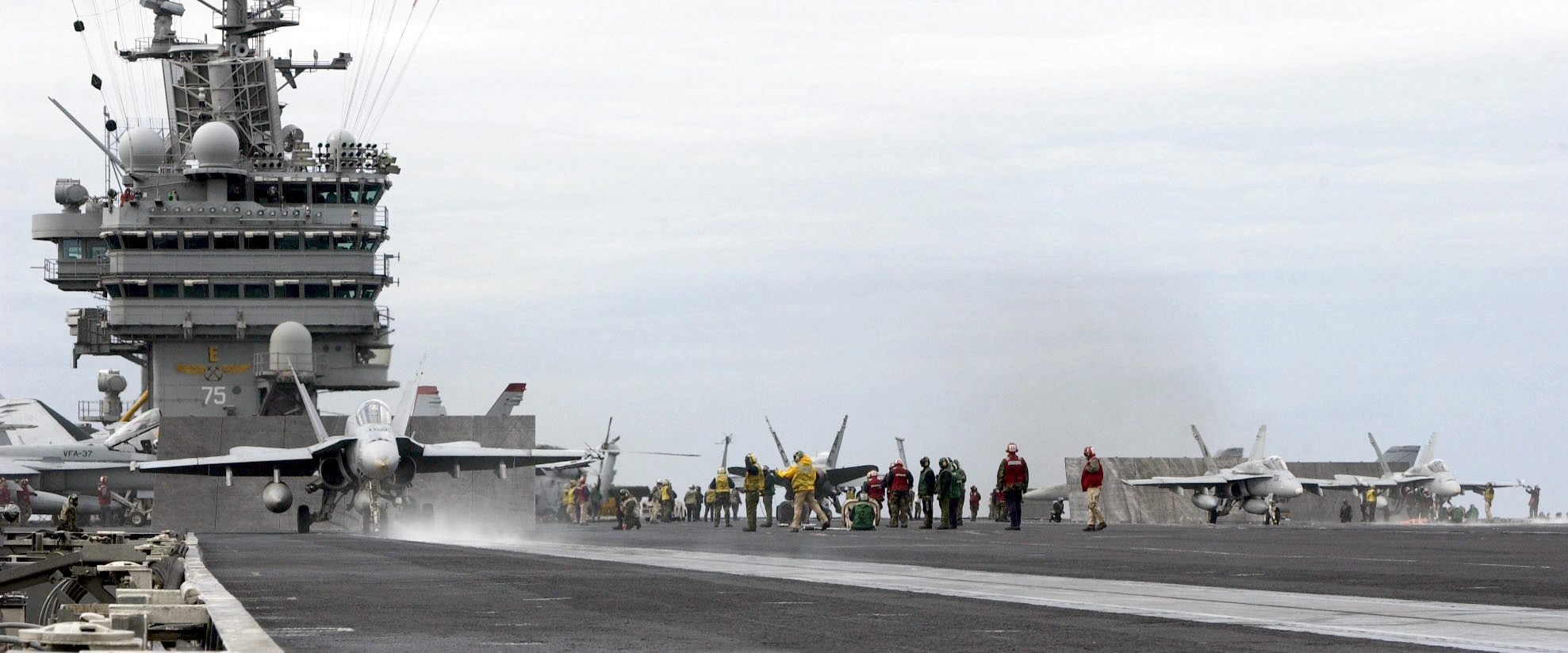
Um grupo de F-18 Hornets no deque de voo do USS Harry S Truman.

Os Hornet viram ação pela primeira vez ainda em 1986, em ataques ao solo e destruição de defesas aéreas na Líbia, em apoio aos aviões A-6E Intruder e A-7 Corsair II; Em 1991, durante a Operação Tempestade no Deserto, os Hornet embarcados e dos Marines em bases terrestres, realizaram grande número de missões de ataque e apoio aéreo aproximado. Em 17 de janeiro, um par de F/A-18C do USS Carl Vinson, com escolta de dois F-14D Tomcat, estavam indo atacar a base aérea de H-2 no Iraque ocidental, quando um grupo de F-15C da USAF, pediu apoio aos Tomcat para dar conta de 4 MiG-25PD, deixando os F/A-18 sozinhos. 5 minutos depois, um avião de alerta E-3 sentry alertou os Hornet de que 2 J-7 (versão chinesa do MiG-21 Fishbed), surgiram a apenas 10km. Imediatamente os Hornet mudaram o radar do modo ar-terra para ar-ar, e em rápida sucessão, abateram os J-7 com o uso do AIM-7E3 Sparrow e do AIM-9M sidewinder. depois voltaram ao modo ar-terra e completaram o ataque a H-2, que foi muito bem-sucedido. Nesta mesma primeira madrugada, um F/A-18C foi abatido por um MiG-25PD, com o uso do míssil R-40. De início, a US Navy até confirmou o abate, mas logo depois desmentiu, dizendo que a aeronave foi abatida por defesas antiaéreas (verificou-se, mais tarde, que a bateria mais próxima ao local do abate estava cerca de 45 km de distância).

## Especificações (F/A-18C/D)
Dados de: U.S. Navy, Frawley Directory, Great Book.
Descrições gerais
- Tripulação:  F/A-18C: 1, F/A-18D: 2
- Comprimento: 17,1 m (56 ft)
- Envergadura: 12,3 m (40 ft)
- Altura: 4,7 m (15 ft)
- Área alar: 38 m² (409 ft²)
- Peso vazio: 10 400 kg (22 900 lb)
- Peso bruto (carregado): 16 770 kg (37 000 lb)
- Peso de decolagem: 23 500 kg (51 800 lb)
- Capacidade de combustível:  4 930 kg (10 900 lb) de combustível interno

Motorização
- Número de motores: 2x
- Tipo do motor: Turbofan
- Fabricante/modelo: General Electric F404-GE-402
- Empuxo por motor: 8 052 kgf (17 800 lbf) (79.2 kN)

Performance
- Velocidade máxima: 1 915 km/h (1 190 mph)
- Velocidade total em Mach: 1.8 Ma
- Alcance: 3 330 km (2 070 mi)
- Alcance bélico: 740 km (460 mi)
- Razão de subida: 254 m/s
- Tecto de serviço: 15 240 m (50 000 ft)

Armamentos
- Metralhadoras/canhões: 1x canhão M61 Vulcan de 20 mm (0,79 in)
- Número de pilones: 9x
- Capacidade dos pilones (kg): 6 200 kg (13 700 lb)
- Bombas dos pilones: B61 nuclear
  - JDAM
  - Paveway Series
  - Mk 80 Series
  - CBU-87
  - CBU-89 GATOR
  - CBU-97
  - Mk-20 Rockeye II
- Foguetes dos pilones: Hydra 70 de 70 mm (2,8 in)
  - Zuni de 127 mm (5,0 in)
- Mísseis dos pilones: 
Mísseis ar-ar
  - 4× AIM-9 Sidewinder ou 4× AIM-132 ASRAAM ou 4× IRIS-T ou 4× AIM-120 AMRAAM e
  - 2× AIM-7 Sparrow ou 2× AIM-120 AMRAAM
- Míssil ar-superfície
  - AGM-65 Maverick
  - AGM-84H/K Standoff Land Attack Missile Expanded Range (SLAM-ER)
  - AGM-88 HARM Anti-radiation missile (ARM)
  - AGM-154 Joint Standoff Weapon (JSOW)
  - AGM-158 Joint Air-to-Surface Standoff Missile (JASSM)
  - Taurus (Míssil de Cruzeiro)
- Míssil antinavio
  - AGM-84 Harpoon
- Outras cargas dos pilones: 
Contra-medidas eletrônicas:
  - SUU-42A/A
  - Pod de ECM
  - AN/AAS-38
  - LITENING
  - Até 3x tanques de 330 US-gal (1 250 l)

Equipamentos de orientação
- Aviônicos: 
Radar:
  - Hughes APG-73
Outros:
  - Remotely Operated Video Enhanced Receiver (ROVER)

## Operadores
- Austrália
- Canadá
- Espanha
- Estados Unidos
- Finlândia
- Kuwait
- Malásia
- Suíça

## Mídia
| (vídeo)                                   | \| F-18A (info) \| \| Um F-18A em testes. \| \| Problemas na reprodução de vídeos? Ajuda. \| |
| F-18A (info)                              |                                                                                              |
| Um F-18A em testes.                       |                                                                                              |
| Problemas na reprodução de vídeos? Ajuda. |                                                                                              |